# 백괴사전
백괴사전 또는 언사이클로피디아(영어: Uncyclopedia)는 인터넷 백과사전 위키백과를 패러디한 유머 웹사이트로, 2005년 1월 5일에 시작되어 정교한 풍자와 패러디에서부터 무작위 개그까지 여러 유머 수단을 사용하고 있다. 설립자 조너선 황이 위키백과의 슬로건을 바꿔 ‘누구나 편집할 수 있는 내용 없는 백과사전’(the content-free encyclopedia that anyone can edit, Uncyclopedia)을 슬로건으로 내걸었다. 위키백과와 마찬가지로 백괴사전도 사이트에서 받아들일 수 있는 가이드라인을 정해 놓은 정책과 지침이 있으며, 이런 규정들로 인해 다른 유머 사이트들과 비교하여 다소 엄격한 편이다. 장소나 인물에 대한 문서가 비판 미디어의 관심을 끌기도 했다.
영어판 백괴사전이 가장 먼저 시작되었으며, 현재는 50여 개 이상의 언어로 운영되고 있다. 가장 규모가 큰 포르투갈어 백괴사전은 약 2만 5천 개 이상의 문서가 있다.

## 로고
영어 백괴사전을 포함한 대부분의 언어판 백괴사전들은 위키백과의 퍼즐 지구 로고를 패러디한 퍼즐 감자 로고를 사용한다. 그러나 이것은 원칙이 아니여서 필요한 경우 해당 언어판 사용자들의 투표에 의해 결정된다. 이탈리아어 백괴사전은 엄지 손가락으로 위키백과 로고를 찍어누르는 모양의 로고를 사용하며, 인도네시아어 백괴사전은 위키백과 로고를 칼로 찔러넣은 로고를 사용한다. 그러나 위키백과의 로고와 연관성이 없는 것도 있는데, 핀란드어 백괴사전은 가운데 손가락을 치켜올리는 손을 로고로 사용했으나, 지금은 핀란드 제8대 대통령 우르호 케코넨의 대머리에 퍼즐문양을 합성한 로고를 사용하고 있으며, 한국어 백괴사전은 낚시를 의미하는 낚시하는 잉어(착한 양아치)를 로고로 사용하고 있다. 또, 러시아어 백괴사전에서는 퍼즐 눈사람 로고를 사용하고 있다.(다른 언어판 참고.)또한 아랍어 백괴사전은 벌집 모양 로고를 사용하고 있다.

## 역사
2005년 1월 5일, 온라인 상에서 "크로나리온"(Chronarion)라는 이름으로 알려진 조너선 황과 "스틸워터스"(Stillwaters)라고 알려진 익명의 동업자가 백괴사전을 처음 설립했다. 백괴사전은 처음에 독립적인 프로젝트로 출범했음에도 불구하고 빠르게 성장했고, 심지어 본래의 웹호스트를 넘어서게 되었다. 따라서 2005년 5월 26일, 안젤라 비슬리에 의해 위키아 산하로 이동하였고, 2006년 조너선 황은 도메인명 Uncyclopedia.org의 소유권을 위키아로 옮겼다. 현재 각각의 언어판 백괴사전들은 개개의 고유한 이름을 사용하는데, 독립적인 도메인을 가진 언어판도 있으며 Wikia.com을 서브도메인으로 사용하는 언어판도 있다.
한국어 백괴사전의 이름은 처음에는 언사이클로피디어이었으며 비공식적으로 백괴사전이라고도 불렸다. 2007년 4월 11일에 언사이클로피디어의 이름을 임의로 거짓백과로 바꾸었지만 2007년 5월 31일에 다시 언사이클로피디어로 이름을 복구했고 백괴사전의 이름 공모전을 통해서 공식적으로 백괴사전이라는 이름으로 정해졌다.

## 백괴사전의 틀
https://uncyclopedia.kr/wiki/분류:머리글_틀

## 특징
- 백괴사전은 위키백과와 동일한 엔진인 미디어위키를 사용하며, 그 밖에도 시스템의 많은 부분들이 위키백과와 유사하나, 차이점도 있다.

- 이탈리아어 백괴사전은 Miraheze 호스팅을 사용한다.

### 저작권
위키백과가 GNU 자유 문서 사용 허가서(GFDL)와 CC-by-sa 3.0에 의거하여 문서를 배포하는 것과 달리, 대부분 백괴사전에선 CC-by-nc-sa 2.0에 의거하여 문서가 배포된다. 그러나 한국어 백괴사전은 CC-by-nc-sa 2.5에 의해 배포되며, 프랑스어 백괴사전과 같이 CC-by-sa로 배포되는 언어판 도 있다.

### 유머 도구
백괴사전에 등록된 문서들은 백과사전으로서의 양식을 따르며, 위키백과와 거의 같은 양식을 사용하는데, 문서가 설명하는 대상을 유머스럽게 왜곡 및 패러디, 정교하게 풍자함으로써 웃음을 준다. 정치인이나 국가와 같은 비중 있는 것들 뿐만 아니라, 흔히 주위에서 접하게 되는 것을 소재로 하여 독자들의 경험을 통해 웃음이 우러나오도록 한 유머도 있다. 대개는 실제로 존재하는 것을 모델로 삼지만, 완전히 픽션에 근거한 유머로 성립된 문서도 존재한다.
그리고 또 다른 백괴사전의 특징으로 "설명하는 것의 형태로 보이는 문서"가 있다. 이를테면 각 언어판 백괴사전에서 색을 설명하는 문서들은 폰트를 이용하여 문서의 글자 색을 바꿔놓았으며(즉, 분홍 문서에 사용된 글자는 분홍색으로 이루어져 있다), 글자가 2개씩 쓰이게 되는 인터넷 익스플로러의 버그 현상을 설명하는 문서에서는 실제로 글자가 2개씩 쓰여 있다. 심지어 영어 백괴사전의 표절 문서는 영어 위키백과의 표절 문서를 짜깁기하여 표절하였으며 다른 몇몇의 각 언어판 백괴사전에서도 마찬가지로 표절했다. 그리고 한국어 백괴사전에서 혼돈 문서는 백괴사전의 다른 문서들을 변형시켜 짜깁기하거나 의미를 알 수 없는 문장과 상황에 맞지 않는 머릿글 틀을 남발하며 사용자들을 혼란스럽게 하는 개그 방법을 취하고 있다. 이 같은 "설명하는 것의 형태로 된 문서" 들은 비교적 쉽게 제작할 수 있고, 독자들을 웃기기 쉬워 많은 사용자들에게 선호된다.

### 머릿글 틀
위키백과에서는 문서 머리에 공식적인 사항을 알리거나 주의를 주는 용도로만 머릿글 틀을 사용한다. 반면에, 백괴사전에서는 그 문서가 작성된 방식 및 세계관, 문서가 설명하고 있는 대상의 종류에 대한 안내를 머릿글 틀로 설명해준다. 틀의 문구와 그림에도 역시 유머가 포함되어 있으며, 낚시를 목적으로 개발된 틀도 있다.(예시: {{너}}는 접속한 사용자의 사용자 이름을 표시한다.)
철도에 관한 문서는 [이 문서는 철도 및 철도역 관련 문서입니다.
철도를 잘 모르는 사람이 멋대로 편집하면 철도 동호인들이 무궁화호를 이용해 박아버릴 수 있으므로 주의하시기 바랍니다.]라고 뜨고 그림은 중국 기차노선도가 나온다.

### 특집 기사
특집 기사(featured article, 약칭 FA)는 유머가 정교하며 많은 사람들을 확실하게 웃길 수 있는 재미있는 문서로서, 위키백과의 알찬 글처럼 대문란을 통해 소개된다. 특집 기사의 선정 과정은 알찬 글의 선정과정과 거의 동일하여, 특집 기사 요청란에 올라온 뒤, 사용자들의 토론과 투표를 거쳐서 선출된다. 영어 백괴사전은 현재 1000개 이상의 문서가 특집 기사로 선출되었으며, 한국어 백괴사전의 특집 기사는 40여개 정도다.

### 오늘의 그림
한번에 많은 사람들을 확실히 웃길 수 있는 그림을 선정한 것으로, 위키백과를 비롯한 위키미디어 프로젝트의 것과 역할이 다르지 않다. 다만 한국어 백괴사전과 같은 자체 서버를 사용하는 위키의 경우 "백괴미디어 공용"(위키미디어 공용과 같은 역할)과 연결이 끊어졌기 때문에, 자체 서버에서 그림을 저장·투표 및 선출한다.

## 자매 프로젝트
각 언어판 백괴사전들도 위키백과와 마찬가지로 자매 프로젝트들을 가지고 있다. 그러나 백괴사전은 위키백과의 경우와 비교할 때, 자매 프로젝트가 백괴사전의 일반 문서에 기반을 두고 있는 경우가 많기 때문에 "하위 프로젝트"라고도 부른다.
아래는 자매 프로젝트의 목록이다.
| 백괴미디어 프로젝트          | 패러디해온 것                  |
| ---------------------------- | ------------------------------ |
| 백괴책                       | 위키책                         |
| 백괴뉴스                     | 위키뉴스                       |
| 백괴낱말사전                 | 위키낱말사전                   |
| 언베스티어리                 | 위키생물종                     |
| 백괴대학교                   | 위키배움터                     |
| 백괴인용집                   | 위키인용집                     |
| 백괴대본                     |                                |
| 백괴메타                     | 위키미디어 메타 위키           |
| 백괴공용                     | 위키미디어 공용                |
| 언튠즈 (한국어판은 백괴뮤직) | 아이튠즈 (한국어판은 올레뮤직) |
| 방법                         | 위키하우                       |
| 왜?                          | 위키앤서스(영어판)             |
| 백괴게임                     |                                |
| 백괴실험실                   | 위키실험실                     |

### 백괴게임

한국어 백괴게임의 로고. 포탈을 통해 낚이는 잉어(착한 양아치)를 로고로 사용한다.

백괴게임(Uncyclopedia Games)은 위키문법을 잘 알고 있다면 누구든지 게임을 직접 만들 수 있고 이러한 게임을 서비스하는 자매 프로젝트다. 클릭을 통해 문서의 하위문서들을 넘나들며 게임이 전개되는 방식으로, 게임북과 유사하다고 보면 된다. 다양한 위키문법들을 이용한 그래픽들이 백괴게임에 사용되기도 한다.
한국어 백괴게임은 예전에 "백괴나라"라는 가상의 사이버 공간의 형태로 출발했다. 그러나 백괴나라는 날이 갈수록 억지스러워지는 설정과 극도의 재미 없음, 위성 게임들의 남발로 인해 폐지와 부활을 반복하다가 결국 폐지하는 것으로 결정되었고 지금과 같은 형태로 바뀌어 현재 여러 종류의 게임들이 있다. 2010년 10월 28일에 최근 바뀜의 2/3가 백괴게임 프로젝트 문서라고 하였으며 2010년 11월 14일에 백괴사전의 최근 바뀜이 백괴게임으로 넘쳐난다는 이유로 백괴사전 위키에 있던 이름 공간인 백괴게임이 백괴게임 위키로 분리되었다. 2021년 3월 31일 이후에는 프로젝트를 유지할 데이터도 없고 포크 위키가 운영중이라는 사무관 peremen의 판단에 따라 폐쇄되었다. 현재 백괴게임은 리버티게임이 이를 대신하고 있다.

## 사건
2006년 5월, 《뉴질랜드 헤럴드》는 킹스 칼리지의 교장을 포함한 교육 공무원들이 백괴사전과 Bebo가 "사이버 집단괴롭힘"을 하고 있다고 말했다고 보도했다. 이것은 엡섬 걸스 그래머 스쿨의 한 학생의 이름과 휴대 전화 번호가 학생 본인은 모르는 채로 백괴사전에 공격적인 내용과 함께 게시되었기 때문이다. 이 보도로 백괴사전 측에서는 느슨했던 과거의 사이버 집단괴롭힘 관련 정책을 개정했다. 또한 백괴사전은 인종 차별적 유머로 비판을 받기도 했는데, 조너선 황은 인종 차별적인 문서들은 기세가 꺾였다고 주장하고 있다.
2007년 6월에는 영국 호수지방에 대한 백괴사전의 문서가 그 지방 의원들 및 관광 업체 사장들이 보기에 불쾌했고, 그들은 사이트에 대한 엄격한 규제를 요청했다. 이 사연은 영국의 지방 신문 《노스웨스트 이브닝 메일》에 보도되었다. 하지만 이런 외부로부터의 항의에도 아무런 변화가 없었으며, 오히려 호수지방에 대한 문서가 유명해져서 백괴사전의 특집 기사로 뽑혀 사이트 대문에 내걸렸다.
2007년 11월에도 비슷한 사건이 있었는데, 북아일랜드에 대한 백괴사전의 문서가 북아일랜드의 정치인 제임스 맥케리에게 공격받았다. 맥케리는 이 사이트가 "수치스럽다"면서, 모이얼 의회의 도움을 받아 "그 문서를 제거"하겠다고 했다. 하지만 해당 문서는 여전히 사이트에 살아 있다. 그러나 벨파스트 시의회의 코너 마스키와 포터다운 뉴스의 뉴턴 에머슨은 맥케리의 견해에 반대하면서 이 사이트는 딱딱하지 않게, 느슨하게 받아들여야 한다고 주장했다. 이 사연은 《벨파스트 텔레그래프》에 보도되었다.
2008년 1월, 말레이시아 당국은 신문 편집자들에게 백괴사전을 믿지 마라고 경고했다. 당국은 백괴사전의 말레이시아 문서가 말레이시아를 "아시아의 좆"(Essentially the wang ―"wang"의 링크를 클릭하면 "penis" 문서로 이동한다― of Asia)이라고 표현한 것을 두고 "허위적이고 모욕적이며 조소적"이며, 나라를 욕보이고 있다고 밝혔다. 이 성명을 접한 백괴사전 사용자들은 심각하게 받아들이기는커녕 백괴뉴스의 패러디감으로 사용했다.
2013년 대구과학고등학교의 교지에서 지역감정을 유발하는 백괴사전의 게시글을 인용한 것에 대해, 백괴사전에서는 보도 자료를 내고 유감을 표명하였다. 또한, 해당 게시글 뿐만 아니라 지역감정 조장 방지의 명목으로 모든 지역 문서들을 삭제하였다. 이 사건 이후로 백괴사전의 유머를 책임지던 지역 문서들이 삭제되어 백괴사전의 유저들이 많이 빠져나가 백괴사전이 몰락하기 시작하였다.
백괴사전이 위키백과와 유사한 레이아웃을 사용하기 때문에 일부 미숙한 사용자들이 백괴사전의 컨텐츠를 사실로 오해하게 만들기도 한다.
백괴사전은 비속어, 욕설, 불법행위를 합법으로 (예:절도는 합법이다 등) 나와 본문 내용을 진지하게 받아들일 시 문제가 발생할 수 있다.
2019년 8월 6일부터 2021년 3월 30일까지 한국어 백괴게임은 물론 백괴사전까지 접속이 되지 않는 상태였다. 그 당시 백괴사전에 접속했을 때 볼 수 있었던 내용은 아래와 같다.
| “ | 하드가 깨져서 일부 데이터가 손상되었습니다. 복구 중이니 잠시 기다려 주세요. 완료 예정 시간은 알 수 없습니다. 평소에는 백괴사전 백괴게임 망한다 노래만 부르다가 이런 때 달려와서 불난 집에 부채질하는 장작위키같은 동네 사람들은 사절합니다. 평소에도 그 관심 좀 보여 주시죠? 그 동안 여기에 있었던 내용은 Wayback Machine에서 감상하시기 바랍니다. | ” |

이러한 서버 오류로 인해 백괴사전의 파생 위키인 진실위키와 백괴게임의 파생 위키인 리버티게임 보관됨 2021-03-04 - 웨이백 머신이 설립되었다.
2021년 3월 31일, 백괴사전이 복구되었다. 이후 일부 이미지를 제외한 이미지들이 복구되었다.

## 다른 언어판

한국어 백괴사전의 로고. 잉어(착한 양아치)가 백괴사전 글자를 낚는 모습을 로고로 사용한다.

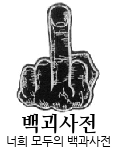
핀란드어 백괴사전 구 로고의 한국어 번역. 가운데 손가락을 치켜올리는 손을 로고로 사용했지만, 지금은 다른 그림으로 교체되었다.

백괴사전은 전 세계 네티즌들에 의해 여러 언어로 운영되고 있다. 각 언어마다 고유의 이름을 사용하고 있다.
- 중국어: "維基百科"(유기백과)에서 維를 거짓을 뜻하는 偽로 바꾸어 "偽基百科"(위기백과)로 사용하고 있다.(중국어 백괴사전 참조.)
- 이탈리아어: "enciclopedia"에 non-을 붙여 Nonciclopedia로 사용하고 있다.
- 인도네시아어: "바보같은"을 뜻하는 tolol이라는 단어로 Tololpedia로 사용하고 있다.
- 한국어: "백과사전"에서 과를 괴이함을 뜻하는 괴로 바꾸어 "백괴사전"으로 사용하고 있다.

아래는 백괴사전의 목록이다.
| 아랍어             | العربية                                               | ويكيبيدي             |
| 카탈루냐어         | Català                                                | Valenciclopèdia      |
| 체코어             | Česky                                                 | Necyklopedie         |
| 덴마크어           | Dansk                                                 | Spademanns Leksikon  |
| 독일어             | Deutsch                                               | Uncyclopedia.de      |
| 그리스어           | Ελληνικά                                              | Ανεγκυκλοπαίδεια     |
| 영어(영국)         | English                                               | Uncyclopedia         |
| 영어(미국)         | English                                               | Uncyclopedia         |
| 에스페란토         | Esperanto                                             | Neciklopedio         |
| 스페인어           | Español                                               | Inciclopedia         |
| 핀란드어           | Suomi                                                 | Hikipedia            |
| 프랑스어           | Français                                              | Désencyclopédie      |
| 히브리어           | עברית                                                 | איןציקלופדיה         |
| 헝가리어           | Magyar                                                | Unciklopédia         |
| 인도네시아어       | Bahasa Indonesia                                      | Tolololpedia         |
| 이탈리아어         | Italiano                                              | Nonciclopedia        |
| 일본어             | 日本語                                                | アンサイクロペディア |
| 한국어             | 한국어                                                | 백괴사전             |
| 라틴어             | Latina                                                | Necyclopædia         |
| 네덜란드어         | Nederlands                                            | Onziclopedie         |
| 노르웨이어         | https://ikkepedia.org 보관됨 2012-04-22 - 웨이백 머신 | Ikkepedia            |
| 폴란드어           | Polski                                                | Nonsensopedia        |
| 포르투갈어         | Português                                             | Desciclopédia        |
| 러시아어           | Русский                                               | Абсурдопедия         |
| 러시아어           | Русский                                               | Абсурдопедия         |
| 스웨덴어           | Svenska                                               | Psyklopedin          |
| 태국어             | ภาษาไทย                                               | ไร้สาระนุกรม           |
| 번체 중국어 (대만) | 中文(正體)                                            | 偽基百科             |
| 간체 중국어        | 中文                                                  | 伪基百科             |

## 같이 보기
- 위키백과
- 리그베다 위키
- 디시위키
- 미디어위키

## 주해
1. ↑  이는 위키아가 위키백과와 호환되는 라이선스를 채택하는 데서 기인한다.
2. ↑  영어판 등의 정식 명칭인 Featured Article은 위키백과에서 부르는 "알찬 글"과 다르지 않지만, 한국어 백괴사전이 이를 의역하지 않고 직역해 사용하고 있으므로 이에 따른다.
3. ↑  한국어판과 같은 일부 언어판에서는 미디어위키의 InstantCommons 확장기능으로 백괴미디어 공용과 연결하는 경우도 있으나, 백괴미디어 공용의 서버 사정이 매우 열악한 데다 관리도 제대로 되지 않아 점점 영어판 등의 백괴사전에서 백괴미디어 공용을 사용하지 않는 추세다. 한국어 백괴사전은 2012년 9월에 서버를 이전 하면서 백괴미디어 공용과의 연결을 중단했다.
4. ↑  2008년 한국어 백괴사전에 백괴낱말사전이 출범했을 당에는 Undictionary의 번역명에 대해 투표를 거쳤고, 이 투표에선 '백괴낱말사전', '꾸겨사전', '만괴단어', '막말사전' 등등의 다양한 보기가 걸렸으나 결국 '백괴낱말사전'이 가장 많은 표를 얻고 당선되었다. 이후 한국어 백괴사전에서는 백괴사전 프로젝트명의 Un-, Uncyclo- 등의 접두어를 '백괴'로 번역하는 것으로 총의가 모아졌다.
5. ↑  이 프로젝트는 '백괴사전의 세계관에 따라 움직이는 세상'을 구현해서 백괴사전의 독자들에게 세계관에 대한 이해를 쉽게 하려는 목적도 있었으나(백괴나라 설립에 대한 제안이 최초로 제기된 백괴사전의 포럼 문서) 그러한 목적은 거의 달성하지 못했다. 백괴사전의 세계관 서술은 이외에도 한 유저가 제안했다가 제안의 단계에서 머무른 '백괴우주' 등의 프로젝트에서도 시도했었고, 결국 2009년에 운영된 적 있는 프로젝트인 '백괴해설서'의 하위 프로젝트에서 세계관 설명을 시도했으나 현재는 그 프로젝트가 폐지되어 세계관을 설명하는 문서는 세계관: 네임스페이스의 아래에 위치하게 되었다.